# جان کارل بیکلر
جان کارل بیکلر (انگلیسی: John Carl Buechler; ۱۸ ژوئن ۱۹۵۲ – ۱۸ مارس ۲۰۱۹) کارگردان فیلم، چهره‌پرداز و بازیگر اهل ایالات متحده آمریکا بود.
از فیلم‌ها یا برنامه‌های تلویزیونی که وی در آن نقش داشته است می‌توان به تیشه، مورد غیرعادی دکتر جکیل و آقای هاید و ترول اشاره کرد.
پس از تشخیص سرطان پروستات مرحله چهارم، همسرش یک صفحه GoFundMe برای کمک به پرداخت هزینه‌های پزشکی راه‌اندازی کرد. بوچلر در ۱۸ مارس ۲۰۱۹ درگذشت.